# Division III i fotboll 1939/1940
Division III i fotboll 1939/1940 var säsongen 1939/1940:s upplaga av division III. Serien bestod av elva geografiska serier om tio lag i vardera serie. Seriesegraren i fem av serierna uppflyttades direkt till division II 1940/1941 medan seriesegrarna i de sex uppsvenska-, västsvenska- och centralserierna spelade kvalspel om tre platser i division II 1940/1941.

## Serier

### Uppsvenska östra
| Nr | Lag                      | S  | V  | O | F  | GM | IM | MS  | P  |
| -- | ------------------------ | -- | -- | - | -- | -- | -- | --- | -- |
| 1  | Iggesunds IK             | 18 | 15 | 3 | 0  | 57 | 10 | +47 | 33 |
| 2  | Strands IF, Hudiksvall   | 18 | 10 | 3 | 5  | 35 | 21 | +14 | 23 |
| 3  | Kramfors IF              | 18 | 9  | 4 | 5  | 37 | 38 | −1  | 22 |
| 4  | Essviks AIF (U)          | 18 | 9  | 2 | 7  | 32 | 35 | −3  | 20 |
| 5  | Bollnäs GoIF (N)         | 18 | 6  | 5 | 7  | 27 | 27 | 0   | 17 |
| 6  | Ala IF                   | 18 | 4  | 7 | 7  | 32 | 37 | −5  | 15 |
| 7  | Alfta GIF (U)            | 18 | 6  | 2 | 10 | 31 | 46 | −15 | 14 |
| 8  | Skärgårdens IF, Sandarne | 18 | 5  | 3 | 10 | 34 | 43 | −9  | 13 |
| 9  | GIF Sundsvall            | 18 | 5  | 2 | 11 | 33 | 45 | −12 | 12 |
| 10 | Söderhamns IF            | 18 | 4  | 3 | 11 | 23 | 39 | −16 | 11 |

Till påföljande säsong namnändrades serien till "Uppsvenska sydöstra" och antalet lag minskades till nio.

### Uppsvenska västra
| Nr | Lag                         | S  | V  | O | F  | GM | IM | MS  | P  |
| -- | --------------------------- | -- | -- | - | -- | -- | -- | --- | -- |
| 1  | Hofors AIF                  | 18 | 12 | 1 | 5  | 56 | 23 | +33 | 25 |
| 2  | Örtakoloniens IF, Sandviken | 18 | 10 | 4 | 4  | 48 | 27 | +21 | 24 |
| 3  | IFK Grängesberg (N)         | 18 | 10 | 3 | 5  | 63 | 42 | +21 | 23 |
| 4  | Skutskärs IF                | 18 | 9  | 4 | 5  | 37 | 36 | +1  | 22 |
| 5  | Brynäs IF, Gävle            | 18 | 9  | 2 | 7  | 39 | 32 | +7  | 20 |
| 6  | Avesta AIK                  | 18 | 9  | 0 | 9  | 37 | 41 | −4  | 18 |
| 7  | IFK Mora (U)                | 18 | 7  | 3 | 8  | 43 | 47 | −4  | 17 |
| 8  | Forsbacka IK                | 18 | 7  | 2 | 9  | 49 | 47 | +2  | 16 |
| 9  | Älvkarleby IK (U)           | 18 | 3  | 2 | 13 | 28 | 75 | −47 | 8  |
| 10 | Högbo AIK (U)               | 18 | 3  | 1 | 14 | 26 | 56 | −30 | 7  |

Till påföljande säsong namnändrades serien till "Uppsvenska sydvästra" och antalet lag minskades till åtta.

### Östsvenska
| Nr | Lag                       | S  | V  | O | F  | GM | IM | MS  | P  |
| -- | ------------------------- | -- | -- | - | -- | -- | -- | --- | -- |
| 1  | Sundbybergs IK            | 18 | 13 | 5 | 0  | 59 | 19 | +40 | 31 |
| 2  | Enskede IK, Stockholm     | 18 | 13 | 3 | 2  | 64 | 20 | +44 | 29 |
| 3  | Årsta SK, Stockholm       | 18 | 12 | 1 | 5  | 62 | 30 | +32 | 25 |
| 4  | IFK Lidingö (U)           | 18 | 7  | 6 | 5  | 38 | 24 | +14 | 20 |
| 5  | IF Vesta, Uppsala         | 18 | 9  | 1 | 8  | 42 | 33 | +9  | 19 |
| 6  | IF Olympia, Stockholm (U) | 18 | 8  | 3 | 7  | 34 | 43 | −9  | 19 |
| 7  | IK Sture, Stockholm       | 18 | 4  | 5 | 9  | 32 | 51 | −19 | 13 |
| 8  | Enebybergs IF             | 18 | 5  | 2 | 11 | 33 | 60 | −27 | 12 |
| 9  | IK Sirius, Uppsala (U)    | 18 | 2  | 3 | 13 | 25 | 64 | −39 | 7  |
| 10 | Lunda SK, Märsta          | 18 | 2  | 1 | 15 | 23 | 68 | −45 | 5  |

Till påföljande säsong delades serien i två serier; Östsvenska norra respektive Östsvenska södra.

### Centralserien norra
| Nr | Lag                  | S  | V  | O | F  | GM | IM | MS  | P  |
| -- | -------------------- | -- | -- | - | -- | -- | -- | --- | -- |
| 1  | Örebro SK            | 18 | 14 | 4 | 0  | 93 | 13 | +80 | 32 |
| 2  | Örebro IKN1 N2       | 18 | 14 | 1 | 3  | 67 | 26 | +41 | 29 |
| 3  | Kolsva IF            | 18 | 10 | 5 | 3  | 53 | 20 | +33 | 25 |
| 4  | Ramnäs IF (U)        | 18 | 9  | 5 | 4  | 61 | 43 | +18 | 23 |
| 5  | Fagersta AIK         | 18 | 9  | 4 | 5  | 48 | 20 | +28 | 22 |
| 6  | IFK Lindesberg       | 18 | 7  | 0 | 11 | 41 | 64 | −23 | 14 |
| 7  | IFK ÖrebroN2         | 18 | 5  | 3 | 10 | 25 | 67 | −42 | 13 |
| 8  | Hällefors AIF (U)    | 18 | 5  | 1 | 12 | 35 | 64 | −29 | 11 |
| 9  | IK SvenskeN2, Örebro | 18 | 3  | 0 | 15 | 23 | 74 | −51 | 6  |
| 10 | Laxå IF              | 18 | 1  | 3 | 14 | 20 | 75 | −55 | 5  |

N1: Örebro IK uppflyttades till 1940/1941 för att fylla vakans som uppstod när Skärblacka IF nekades spel i division II. Den vakanta platsen erbjöds först IF Rune som förlorade Centralseriens kvalspel men Rune avböjde uppflyttning.

N2: Örebro IK, IFK Örebro och IK Svenske sammanslogs efter säsongen i Örebro FF.

### Centralserien södra
| Nr | Lag                     | S  | V  | O | F  | GM | IM | MS  | P  |
| -- | ----------------------- | -- | -- | - | -- | -- | -- | --- | -- |
| 1  | IF Rune, Kungsör (N)    | 18 | 12 | 4 | 2  | 47 | 22 | +25 | 28 |
| 2  | Västerås SK             | 18 | 12 | 3 | 3  | 43 | 17 | +26 | 27 |
| 3  | IK City, Eskilstuna     | 18 | 10 | 4 | 4  | 47 | 22 | +25 | 24 |
| 4  | Katrineholms SK         | 18 | 8  | 3 | 7  | 36 | 42 | −6  | 19 |
| 5  | Nyköpings AIK           | 18 | 8  | 2 | 8  | 45 | 38 | +7  | 18 |
| 6  | Västerås IK             | 18 | 7  | 4 | 7  | 29 | 27 | +2  | 18 |
| 7  | IF Verdandi, Eskilstuna | 18 | 7  | 2 | 9  | 34 | 31 | +3  | 16 |
| 8  | Katrineholms AIK        | 18 | 4  | 5 | 9  | 21 | 52 | −31 | 13 |
| 9  | Nyköpings SK            | 18 | 4  | 3 | 11 | 35 | 52 | −17 | 11 |
| 10 | Högsjö BK (U)           | 18 | 2  | 2 | 14 | 23 | 57 | −34 | 6  |

### Nordvästra
| Nr | Lag                | S  | V  | O | F  | GM | IM | MS  | P  |
| -- | ------------------ | -- | -- | - | -- | -- | -- | --- | -- |
| 1  | Arvika BK (N)      | 18 | 10 | 5 | 3  | 51 | 25 | +26 | 25 |
| 2  | Forshaga IF        | 18 | 10 | 2 | 6  | 52 | 38 | +14 | 22 |
| 3  | IFK Bofors         | 18 | 9  | 3 | 6  | 34 | 22 | +12 | 21 |
| 4  | Karlstads BIK      | 18 | 8  | 4 | 6  | 45 | 32 | +13 | 20 |
| 5  | IFK Åmål           | 18 | 8  | 4 | 6  | 35 | 30 | +5  | 20 |
| 6  | Mustadsfors IF (U) | 18 | 7  | 4 | 7  | 34 | 49 | −15 | 18 |
| 7  | IFK Kristinehamn   | 18 | 6  | 4 | 8  | 29 | 37 | −8  | 16 |
| 8  | IFK Sunne          | 18 | 6  | 3 | 9  | 34 | 41 | −7  | 15 |
| 9  | Nykroppa AIK (U)   | 18 | 4  | 4 | 10 | 26 | 41 | −15 | 12 |
| 10 | Fengersfors IK     | 18 | 4  | 1 | 13 | 31 | 56 | −25 | 9  |

Till påföljande säsong delades serien i två serier; Nordvästra norra respektive Nordvästra södra. Antalet lag i serierna minskades till nio.

Notera: Det saknas två poäng i tabellen och det sammantagna antalet förluster är två fler än antalet vinsetr. Detta beror på att i en match, oklart vilken, tilldömdes bägge lagen förlust och inga poäng utdelades. Orsaken till detta var regelbrott.

### Mellansvenska
| Nr | Lag                 | S  | V  | O | F  | GM | IM | MS  | P  |
| -- | ------------------- | -- | -- | - | -- | -- | -- | --- | -- |
| 1  | Waggeryds IKN1      | 18 | 13 | 3 | 2  | 63 | 29 | +34 | 29 |
| 2  | Åtvidabergs FF      | 18 | 14 | 1 | 3  | 65 | 33 | +32 | 29 |
| 3  | Motala AIF (N)      | 18 | 10 | 3 | 5  | 55 | 38 | +17 | 23 |
| 4  | BK Derby, Linköping | 18 | 7  | 4 | 7  | 48 | 44 | +4  | 18 |
| 5  | Tranås AIF (U)      | 18 | 6  | 5 | 7  | 39 | 41 | −2  | 17 |
| 6  | Karle IF, Linköping | 18 | 6  | 5 | 7  | 40 | 48 | −8  | 17 |
| 7  | Vetlanda FF         | 18 | 7  | 1 | 10 | 36 | 53 | −17 | 15 |
| 8  | IFK Oskarshamn      | 18 | 5  | 3 | 10 | 44 | 58 | −14 | 13 |
| 9  | Norrahammars GIS    | 18 | 2  | 6 | 10 | 42 | 55 | −13 | 10 |
| 10 | Loddby IF (U)       | 18 | 3  | 3 | 12 | 24 | 57 | −33 | 9  |

N1: Waggeryds IK avböjde av okänd anledning uppflyttning till division 1940/1941 varför Åtvidabergs FF uppflyttades istället.

Till påföljande säsong delades serien i två serier; Mellansvenska norra respektive Mellansvenska södra.

### Sydöstra
| Nr | Lag                        | S  | V  | O | F  | GM | IM | MS  | P  |
| -- | -------------------------- | -- | -- | - | -- | -- | -- | --- | -- |
| 1  | Kalmar AIK (N)             | 18 | 12 | 3 | 3  | 75 | 29 | +46 | 27 |
| 2  | Växjö BK (U)               | 18 | 10 | 1 | 7  | 55 | 32 | +23 | 21 |
| 3  | Kalmar FF                  | 18 | 9  | 1 | 8  | 26 | 32 | −6  | 19 |
| 4  | Lessebo GoIF               | 18 | 8  | 2 | 8  | 34 | 42 | −8  | 18 |
| 5  | Högadals IS, Karlshamn (U) | 18 | 6  | 5 | 7  | 43 | 43 | 0   | 17 |
| 6  | Nybro IF                   | 18 | 7  | 3 | 8  | 35 | 42 | −7  | 17 |
| 7  | Kallinge SK                | 18 | 8  | 1 | 9  | 39 | 47 | −8  | 17 |
| 8  | IFK Karlshamn              | 18 | 5  | 5 | 8  | 37 | 44 | −7  | 15 |
| 9  | Anderstorps IF             | 18 | 7  | 1 | 10 | 52 | 64 | −12 | 15 |
| 10 | Hovmantorps GoIF           | 18 | 5  | 4 | 9  | 26 | 47 | −21 | 14 |

Till påföljande säsong delades serien i två serier; Sydöstra norra respektive Sydöstra södra.

### Västsvenska norra
| Nr | Lag                        | S  | V  | O | F  | GM | IM | MS  | P  |
| -- | -------------------------- | -- | -- | - | -- | -- | -- | --- | -- |
| 1  | Kinna IF                   | 18 | 11 | 3 | 4  | 39 | 24 | +15 | 25 |
| 2  | Trollhättans IF            | 18 | 10 | 4 | 4  | 38 | 25 | +13 | 24 |
| 3  | IFK Trollhättan            | 18 | 10 | 2 | 6  | 32 | 17 | +15 | 22 |
| 4  | Vänersborgs IF             | 18 | 8  | 2 | 8  | 26 | 21 | +5  | 18 |
| 5  | Kungshamns IF              | 18 | 8  | 2 | 8  | 36 | 33 | +3  | 18 |
| 6  | IFK Uddevalla              | 18 | 8  | 2 | 8  | 28 | 33 | −5  | 18 |
| 7  | IFK Tidaholm (U)           | 18 | 8  | 1 | 9  | 23 | 31 | −8  | 17 |
| 8  | Alingsås IF                | 18 | 8  | 0 | 10 | 28 | 27 | +1  | 16 |
| 9  | Munkedals IF               | 18 | 6  | 3 | 9  | 20 | 31 | −11 | 15 |
| 10 | IK Kongahälla, Kungälv (U) | 18 | 1  | 5 | 12 | 18 | 46 | −28 | 7  |

Till påföljande säsong minskades antalet lag till åtta.

### Västsvenska södra
| Nr | Lag                       | S  | V  | O | F  | GM | IM | MS  | P  |
| -- | ------------------------- | -- | -- | - | -- | -- | -- | --- | -- |
| 1  | Lundby IF, Göteborg       | 18 | 13 | 5 | 0  | 73 | 26 | +47 | 31 |
| 2  | Skogens IF, Göteborg      | 18 | 11 | 5 | 2  | 69 | 30 | +39 | 27 |
| 3  | Falkenbergs FF            | 18 | 9  | 4 | 5  | 62 | 33 | +29 | 22 |
| 4  | IK Virgo, Göteborg (U)    | 18 | 9  | 3 | 6  | 46 | 32 | +14 | 21 |
| 5  | Krokslätts FF, Mölndal    | 18 | 9  | 1 | 8  | 57 | 47 | +10 | 19 |
| 6  | Oskarströms IS (N)        | 18 | 7  | 3 | 8  | 38 | 45 | −7  | 17 |
| 7  | Majornas IK, Göteborg     | 18 | 7  | 2 | 9  | 38 | 40 | −2  | 16 |
| 8  | Hisingstads IS, Hisingen  | 18 | 6  | 3 | 9  | 40 | 53 | −13 | 15 |
| 9  | Varbergs GIF              | 18 | 3  | 3 | 12 | 38 | 93 | −55 | 9  |
| 10 | Fässbergs IF, Mölndal (N) | 18 | 0  | 3 | 15 | 13 | 75 | −62 | 3  |

### Sydsvenska
| Nr | Lag                      | S  | V  | O | F  | GM | IM | MS  | P  |
| -- | ------------------------ | -- | -- | - | -- | -- | -- | --- | -- |
| 1  | IFK Kristianstad         | 18 | 13 | 4 | 1  | 49 | 26 | +23 | 30 |
| 2  | IFK Hässleholm           | 18 | 12 | 2 | 4  | 51 | 28 | +23 | 26 |
| 3  | IFK Höganäs              | 18 | 11 | 2 | 5  | 49 | 26 | +23 | 24 |
| 4  | Klippans BoIF            | 18 | 10 | 3 | 5  | 46 | 27 | +19 | 23 |
| 5  | Limhamns IF (U)          | 18 | 8  | 1 | 9  | 42 | 40 | +2  | 17 |
| 6  | Alets IK (U)             | 18 | 5  | 3 | 10 | 43 | 42 | +1  | 13 |
| 7  | Stattena IF, Hälsingborg | 18 | 5  | 3 | 10 | 27 | 49 | −22 | 13 |
| 8  | Bjuvs IF                 | 18 | 5  | 3 | 10 | 25 | 55 | −30 | 13 |
| 9  | IFK Hälsingborg          | 18 | 5  | 2 | 11 | 38 | 43 | −5  | 12 |
| 10 | Tomelilla IF (U)         | 18 | 3  | 3 | 12 | 25 | 59 | −34 | 9  |

Till påföljande säsong delades serien i två serier; Sydsvenska norra respektive Sydsvenska södra.

## Kvalspel till division II

### Uppsvenska
| Lag 1        | Totalt | Lag 2      | Match 1 | Match 2 |
| ------------ | ------ | ---------- | ------- | ------- |
| Iggesunds IK | 1-2    | Hofors AIK | 5-0     | 1-2     |

Hofors AIF vann skiljematch med 2-0.

### Centralserien
| Lag 1     | Totalt | Lag 2   | Match 1 | Match 2 |
| --------- | ------ | ------- | ------- | ------- |
| Örebro SK | 2-0    | IF Rune | 5-1     | 6-4     |

IF Rune erbjöds den vakanta plats som uppstod i division II 1940/1941 när Skärblacka IF uteslöts men avböjde uppflyttning. Den vaknata platsen i division II fylldes istället av Örebro IK.

### Västsvenska
| Lag 1    | Totalt | Lag 2     | Match 1 | Match 2 |
| -------- | ------ | --------- | ------- | ------- |
| Kinna IF | 0-2    | Lundby IF | 1-3     | 1-5     |